# Blepharotes coriarius
Blepharotes coriarius är en tvåvingeart som först beskrevs av Christian Rudolph Wilhelm Wiedemann 1830.  Blepharotes coriarius ingår i släktet Blepharotes och familjen rovflugor. Inga underarter finns listade i Catalogue of Life.